# Christopher Jarnvall
Eric Christopher Jarnvall, född 1 oktober 1961 i Brännkyrka församling, Stockholms stad, är en svensk journalist, public affairs konsult, och sedan 2022 verksam som kommunalråd (SD) i Norrköpings kommun.